# Orret
Orret település Franciaországban, Côte-d’Or megyében. Lakosainak száma 12 fő (2022. január 1.). Orret Duesme, Poiseul-la-Ville-et-Laperrière, Baigneux-les-Juifs, Étalante és Oigny községekkel határos.

## Népesség
A település népességének változása:
| Lakosok száma | 51   | 52   | 32   | 24   | 16   | 15   | 16   | 15   | 14   | 12   |
|               | 1968 | 1982 | 1990 | 2006 | 2013 | 2015 | 2017 | 2019 | 2020 | 2022 |